# Hourglass
Hourglass är den brittiske sångaren David Gahans andra soloalbum, utgivet den 22 oktober 2007.

## Låtlista
1. Saw Something
2. Kingdom
3. Deeper and Deeper
4. 21 Days
5. Miracles
6. Use You
7. Insoluble
8. Endless
9. A Little Lie
10. Down